# جون هنري كليري
جون هنري كليري هو سياسي أسترالي، ولد في 2 سبتمبر 1854، وتوفي في 23 فبراير 1937. نشط حزبياً في حزب العمال الأسترالي. وقد انتخب عضو مجلس نواب تسمانيا ‏.